# Aprophata vigintiquatuormaculata
Aprophata vigintiquatuormaculata är en skalbaggsart som beskrevs av Schwarzer 1931. Aprophata vigintiquatuormaculata ingår i släktet Aprophata och familjen långhorningar.
Artens utbredningsområde är Filippinerna. Inga underarter finns listade i Catalogue of Life.